# I. e. 70
Évszázadok: i. e. 2. század – i. e. 1. század – 1. század
Évtizedek: i. e. 120-as évek – i. e. 110-es évek – i. e. 100-as évek – i. e. 90-es évek – i. e. 80-as évek – i. e. 70-es évek – i. e. 60-as évek – i. e. 50-es évek – i. e. 40-es évek – i. e. 30-as évek – i. e. 20-as évek
Évek: i. e. 75 – i. e. 74 – i. e. 73 – i. e. 72 –  i. e. 71 – i. e. 70 – i. e. 69 – i. e. 68 – i. e. 67 – i. e. 66 – i. e. 65

## Események

### Róma
- Marcus Licinius Crassust és Cnaeus Pompeius Magnust választják consulnak.
- Visszavonják Sulla valamennyi törvényét; visszaállítják a néptribunusok jogait, ismét választanak censorokat, a szenátorok rovására visszaállítják a lovagok korábbi jogait a törvényszékeken való részvételben.
- Cnaeus Cornelius Lentulus Clodianus és Lucius Gellius Publicola censorok 910 ezer római polgárt számlálnak össze és 64 szenátort kizárnak a rendből.
- A harmadik mithridatészi háború folyományaként Lucullus követséget küld II. Tigranész örmény királyhoz és követeli VI. Mithridatész pontoszi király kiadatását. Tigranész ezt megtagadja, a diplomáciai kapcsolatai megszakadnak Rómával.
- Lucullus Szinópé és Amaszia elfoglalásával befejezi a Pontoszi Királyság megszállását.
- Caius Verres volt szicíliai kormányzót Cicero kezdeményezésére visszaélésekkel vádolják meg. A bíróság 3 millió sestertius bírságot ró ki Verresre, aki ezután Massiliába menekül.
- Pompeius játékokat tart Rómában hispániai győzelme megünneplésére. Crassus nem akar elmaradni mögötte, Hercules tiszteletére nagy áldozati ünnepet rendez és tízezer asztalon teríttet meg a római népnek.

## Születések
- október 15. – Publius Vergilius Maro, római költő
- Caius Cilnius Maecenas, római politikus, irodalmár
- Lucius Varius Rufus római költő

## Fordítás
- Ez a szócikk részben vagy egészben  a(z)   70 av. J.-C. című francia Wikipédia-szócikk ezen változatának fordításán alapul.  Az eredeti cikk szerkesztőit annak laptörténete sorolja fel. Ez a jelzés csupán a megfogalmazás eredetét és a szerzői jogokat jelzi, nem szolgál a cikkben szereplő információk forrásmegjelöléseként.